# Monitor wydajności
Monitor wydajności (znany jako Monitor systemu w Windows 9x, Windows 2000 i Windows XP) – narzędzie do monitorowania stanu systemu, wprowadzone w Windows NT 3.1. Program umożliwia nadzorowanie różnych czynników aktywności komputera, takich jak użycie procesora czy pamięci operacyjnej. Ten rodzaj aplikacji może być przydatny do ustalenia przyczyny problemu na lokalnym lub zdalnym komputerze poprzez zmierzenie wydajności sprzętu, usług oprogramowania i aplikacji.
W systemach z rodziny Windows 9x Monitor systemu nie jest automatycznie instalowany razem z systemem, jednak można go dodać ręcznie za pomocą apletu Dodaj/Usuń programy w Panelu sterowania. Posiada on kilka wskaźników i niewielkie opcje dostosowywania. Monitor wydajności dla systemów z rodziny Windows NT dostępny jest od razu po instalacji systemu i zawiera ponad 350 dostępnych kryteriów (nazywanych „licznikami”) pomiaru wydajności. Monitor wydajności umożliwia wyświetlanie danych w postaci wykresu, histogramu lub wartości numerycznych oraz aktualizuje informacje za pomocą przedziałów czasowych. Kategorie danych dostępnych do monitorowania zależą od zainstalowanych usług sieciowych, jednak zawsze uwzględniają system plików, jądro systemu operacyjnego i zarządzanie pamięcią. Inne możliwe kategorie obejmują Klienta Microsoft Networks, Microsoft Network Server i rodzaje protokołów.
W Windows 2000 Monitor systemu pochodzący z Windows 9x i Monitor wydajności z Windows NT 4.0 i wcześniejszych, a także aplikacja Monitor sieci zostały połączone w przystawkę Microsoft Management Console (MMC) nazywaną Wydajność, która składa się z dwóch części: Monitora systemu oraz Dzienników wydajności i alertów. Nazewnictwo Monitora systemu zostało zachowane w Windows XP. Niektóre publikacje firm trzecich opisują to jednak jako Monitor wydajności, nawet w kontekście Windows 2000 czy Windows XP.
W systemie Windows Vista nazwa modułu MMC została z powrotem zmieniona na Monitor wydajności, jednakże dołączono do niego Monitor niezawodności oraz nową funkcję podglądu raportu wydajności pod nazwą Przegląd zasobów. W Windows 7 funkcja przeglądu zasobów została podzielona na osobną aplikację Monitora zasobów i stronę Monitora wydajności będącą łączem do (nowego) Monitora zasobów; w Windows 7 również przeniesiono Monitor niezawodności do Centrum akcji. Nowym elementem Monitora wydajności w Windows Vista jest Zestaw Zbierania Danych, umożliwiający łatwe dostosowywanie parametrów rejestrowania zbiorów w formie grupy.